# Мартін Гросс
Мартін Гросс (нім. Martin Groß; 15 квітня 1911, Франкфурт-на-Майні — 1 березня 1984, Оснабрюк) — німецький офіцер, оберштурмбаннфюрер СС. Кавалер Лицарського хреста Залізного хреста.

## Біографія
1 лютого 1931 року вступив в НСДАП (квиток №454 840) і СС (посвідчення №6 684). У складі «Лейбштандарту» брав участь в окупації Судетської області, Польській і Французькій кампаніях, а також німецько-радянської війни. Був неодноразово поранений. В 1943 році командував 2-м батальйоном 1-го танкового полку СС 1-ї танкової дивізії СС «Лейбштандарт СС Адольф Гітлер». Відзначився у боях під Харковом і Курськом. З 8 серпня по вересень 1944 року — командир танкової бригади СС «Гросс». З початку 1945 року командував 12-м танковим полком СС 12-ї танкової дивізії СС «Гітлер'югенд». В травні 1945 року взятий в полон американськими військами.

## Звання
- Анвертер СС (1 лютого 1931)
- Манн СС (1931)
- Унтерштурмфюрер СС (10 березня 1935)
- Оберштурмфюрер СС (9 листопада 1936)
- Гауптштурмфюрер СС (30 січня 1940)
- Штурмбаннфюрер військ СС (30 січня 1943)
- Оберштурмбаннфюрер військ СС (9 листопада 1944)

## Нагороди
- Почесний кут старих бійців
- Йольський свічник (16 грудня 1945)
- Кільце «Мертва голова»
- Почесна шпага рейхсфюрера СС
- Німецька імперська відзнака за фізичну підготовку в бронзі
- Мотоспортивний знак в сріблі
- Спортивний знак СА в сріблі
- Медаль «У пам'ять 13 березня 1938 року»
- Медаль «У пам'ять 1 жовтня 1938»
- Медаль «За вислугу років у НСДАП» в бронзі
- Медаль «За вислугу років у СС» 4-го, 3-го і 2-го ступеня (12 років)
- Залізний хрест
  - 2-го класу (1 жовтня 1939)
  - 1-го класу (20 липня 1940)
- Штурмовий піхотний знак в бронзі (жовтень 1940)
- Орден «За хоробрість» 3-го ступеня, 1-й клас (Болгарія)
- Орден Корони Румунії, офіцерський хрест (16 липня 1942)
- Медаль «За зимову кампанію на Сході 1941/42»
- Нагрудний знак «За танкову атаку» в сріблі
- Німецький хрест в золоті (28 березня 1943)
- Лицарський хрест Залізного хреста (22 липня 1943)
- Нагрудний знак «За поранення» в золоті